# Lill-Lappträsket (Piteå socken, Norrbotten)
Lill-Lappträsket är en sjö i Piteå kommun i Norrbotten och ingår i Byskeälvens huvudavrinningsområde. Sjön har en area på 0,688 kvadratkilometer och ligger 344 meter över havet. Lill-Lappträsket ligger i Byskeälven Natura 2000-område. Sjön avvattnas av vattendraget Kilisån (Sikån).

## Delavrinningsområde
Lill-Lappträsket ingår i det delavrinningsområde (726800-168214) som SMHI kallar för Utloppet av Lill-Lappträsket. Medelhöjden är 384 meter över havet och ytan är 4,89 kvadratkilometer. Räknas de 17 avrinningsområdena uppströms in blir den ackumulerade arean 222,95 kvadratkilometer. Kilisån (Sikån) som avvattnar avrinningsområdet har biflödesordning 2, vilket innebär att vattnet flödar genom totalt 2 vattendrag innan det når havet efter 134 kilometer. Avrinningsområdet består mestadels av skog (65 procent). Avrinningsområdet har 0,69 kvadratkilometer vattenytor vilket ger det en sjöprocent på 14 procent.